# Herning Kirke
Herning Kirke er sognekirken i Herning Sogn i Herning. Kirken blev indviet første søndag i advent, 1. december 1889. Kirken afløste en gammel middelalderkirke, der lå udenfor byen.
Kirken er tegnet af arkitekt Claudius August Wiinholt fra Viborg. For at indpasse kirken på byens torv og i bybilledet er der brudt med traditionen for, at kirkens kor vender mod øst. Således vender koret mod nord og tårnet mod syd.
Kirkens første alter og altertavle er af keramik. Det er modelleret og dekoreret af Th. Bindesbøll (tegnet sammen med H.B. Storck) og udført hos Herman A. Kähler i 1889.  Keramikaltret står i dag i kirkens sakristi. Det blev i 1915  afløst af et større alter og altertavle malet af Joakim Skovgaard. Ved kirkens 100 års jubilæum i 1989 fik den et krucifiks udført af Erik Heide. Ligeledes indviedes et klokkespil med 48 klokker støbt i Frankrig.
Kirkens nuværende orgel er bygget af Marcussen og Søn og har 33 stemmer. Det er placeret på et stort orgelpulpitur over våbenhuset nederst i tårnet. Her har også Herning Kirkes Drengekor plads under gudstjenesterne.

## Galleri
- Tvillinge-bygningerne ved indgangen er nye og har faciliteter til kirkegængerne.
- Joakim Skovgaards altertavle.
- Prædikestolen.
- Døbefonten.
- Kähler-alteret i sakristiet, udført af Thorvald Bindesbøll.

## Eksterne kilder og henvisninger
- Herning Kirke
- Herning Kirke 100 år. Bendt Thuesens Forlag 1989. ISBN 87-85172-18-9
- Herning Kirke hos KortTilKirken.dk

- Wikimedia Commons har flere filer relateret til Herning Kirke